# Branka u Opavy
Branka u Opavy – wieś i gmina w Czechach, w powiecie Opawa, w kraju morawsko-śląskim. Według danych z dnia 1 stycznia 2012 liczyła 1078 mieszkańców.
Przez wieś płynie rzeka Moravice.
We wsi jest przystanek kolejowy Branka u Opavy.